# Philodromus tabupumensis
Philodromus tabupumensis este o specie de păianjeni din genul Philodromus, familia Philodromidae, descrisă de Petrunkevitch, 1914.
Este endemică în Myanmar. Conform Catalogue of Life specia Philodromus tabupumensis nu are subspecii cunoscute.